# Vita Bergen (musikgrupp)
Vita Bergen är en svensk musikgrupp (indie) baserad i Göteborg som leds av multi-instrumentalisten och producenten William Hellström. Vita Bergen har genomfört ett flertal turnéer i Sverige, Europa och USA. Bandet består live även av Tuva Lodmark (Pale Honey), ljuskonstnären Josefin Eklund, Gustaf Gunér och Patrik Wennberg.

## Historik
Vita Bergen, lett av William Hellström, gjorde sin första spelning på hösten år 2013 på klubben Yaki-Da i Göteborg. Denna spelning följdes av en intensiv period med spelningar, ofta tillsammans med andra nya artister, exempelvis anordnade av Vice tillsammans med bl.a. Sad Boys (tidigt projekt av Yung Lean). Vita Bergen uppvaktades av flera storbolag men valde att skriva på ett skivkontrakt med  med skivbolaget Kning Disk, nu Woah Dad! som även gav ut artister som Håkan Hellström.    
Den 22 oktober 2014 gav Vita Bergen ut sin självbetitlade debut-EP "Vita Bergen" och åkte som förband på turné med Markus Krunegård och Little Jinder. Året efter, 2015 släpptes Vita Bergens debutalbum "Disconnection", vilket producerades av William och spelades in i ett sovrum med en absolut minimal budget på Vita Bergens egen begäran. Omslagsillustrationen gjordes av konstnären Jens Fänge. Albumet släpptes i Skandinavien tillsammans med skivbolaget Woah Dad. Kort därefter, i mars 2016 skrev Vita Bergen på ett internationellt skivkontrakt och albumet ut i resten av Europa på det klassiska skivbolaget Glitterhouse, tidigare samarbetspartner med det legendariska skivbolaget Sub Pop. Detta följdes upp med ett antal Europaturnéer mestadels centrerade kring Tyskland, Schweiz och Spanien. Albumet tog sig rakt in på förstaplatsen på Sverigetopplistans Vinyllista och toppade även Itunes-listan i Sverige. Vita Bergen nominerades för albumet till Årets Pop på P3 Guld-galan 2016.   
Den 2 juni 2017 släppte Vita Bergen sitt andra album "Retriever" skrivet i Los Angeles i USA, också det producerat och även till största delen inspelat av William Hellström men med en betydligt större budget. Albumet innehöll låten bl.a. singeln "Under the Sun" som blev en av Sveriges Radio P3:s mest spelade svenska låtar år 2017. Albumet fick goda recensioner och följdes upp med turnéer i Europa och Sverige. Vita Bergen släppte i december 2017 maxisingeln "Tänd Ljusen" i ett uppmärksammat globalt samarbete med Google som även innefattade en turné till Spanien, England och Frankrike.
År 2019 skrev William Hellström kontrakt med Warner Chappell Scandinavia/Woah Dad Records. Vita Bergen släppte även singeln "Falcons" med Josefin Eklund på sång. William markerade även en ny fas för Vita Bergen vilket bl.a. innefattade samarbeten med bildkonstnärer såsom Yoyo-Nasty samt Pastelae. Bandet spelade 2019 bl.a. för första gången i New York och Los Angeles. 

## Ursprung
Vita Bergen grundades, förutom av William Hellström även av Robert Jallinder (gitarr). Det två är båda från Göteborg och spelade tillsammans för första gången på gymnasiet. De gick även tillsammans på Handelshögskolan i Stockholm innan de återvände till Göteborg när rekryteringen av bandmedlemmar tog fart, enligt William bestod bandet då av "alla vi kände som kunde hålla i ett instrument".    

## Diskografi (Album/EP)
- 2014 - Vita Bergen, EP (Kning Disk Records)
- 2015 - Disconnection, album,(Skandinavien), Woah Dad Records
- 2016 - Disconnection, album (Europa), Glitterhouse Records/
- 2017 - Retriever, album (Skandinavien och Europa), Woah Dad Records/Glitterhouse Records
- 2017 - Tänd Ljusen (Maxi-singel), BMG Chrysalis Scandinavia